# Wenvoe
Wenvoe (en anglais) ou Gwenfô (en gallois) est un village et une communauté du Vale of Glamorgan, au pays de Galles. Il est situé dans l'est du borough de comté, à une dizaine de kilomètres au sud-ouest de la cité de Cardiff.
Il abrite notamment un mât de télévision et de radio (en), une carrière de calcaire (en) et un club de golf (en) construit sur le site d'un ancien château (en).

## Démographie
Au recensement de 2011, la communauté de Wenvoe, qui comprend aussi les villages et hameaux de Culverhouse Cross (en), Dyffryn (en), St Lythans (en) et Twyn-yr-Odyn (en), comptait 1 850 habitants.